# Coupe du Golfe des clubs champions 2012
Navigation
2011 2012-2013
La Coupe du golfe des clubs champions 2012 est la 27e édition de la Coupe du golfe des clubs champions. Douze équipes, qualifiées par le biais de leur championnat national, disputent le tournoi, qui est organisé en deux phases. Lors de la première, les formations sont réparties en quatre poules de trois; les deux premiers de chaque poule se qualifient pour la phase finale, qui est jouée sous forme de tableau, avec quarts (disputés sur un match unique) puis demi-finales et finale en matchs aller et retour. 
L'absence une fois encore des clubs saoudiens cette année permet à Bahreïn et au Koweït de pouvoir engager trois clubs pour cette édition 2012. Les trois autres nations qualifient quant à elles deux équipes chacune.
C'est le club bahreïni d'Al Muharraq Club qui remporte la compétition cette saison après avoir battu les Émiratis d'Al Wasl Dubaï, à l'issue de la séance de tirs au but. C'est le second titre international de l'histoire du club, après le succès en Coupe de l'AFC en 2008.

## Équipes participantes
- Al Arabi Koweit - 3e du championnat du Koweït 2010-2011
- Al Jahra - 5e du championnat du Koweït 2010-2011
- Al Nasr Koweït - 6e du championnat du Koweït 2010-2011
- Al Wahda Club - 5e du championnat des Émirats arabes unis 2010-2011
- Al Wasl Dubaï - 6e du championnat des Émirats arabes unis 2010-2011
- Al Nahda Club - 3e du championnat d'Oman 2010-2011
- Fanja Club - Finaliste de la Coupe d'Oman 2010
- Al Kharitiyath Sports Club - 8e du championnat du Qatar 2010-2011
- Al-Khor Sports Club - 10e du championnat du Qatar 2010-2011
- Al Muharraq Club - Champion de Bahreïn 2010-2011
- Riffa Club - 2e du championnat de Bahreïn 2010-2011
- Busaiteen Club - 6e du championnat de Bahreïn 2010-2011

## Compétition

### Première phase

#### Groupe A
| Rang | Équipe           | Pts | J | G | N | P | Bp | Bc | Diff |  | Résultats (▼ dom., ► ext.) |     |     |     |
| ---- | ---------------- | --- | - | - | - | - | -- | -- | ---- |  | -------------------------- | --- | --- | --- |
| 1    | Al Muharraq Club | 9   | 4 | 3 | 0 | 1 | 7  | 1  | +6   |  | Al Muharraq Club           |     | 1-0 | 3-0 |
| 2    | Al Jahra         | 5   | 4 | 1 | 2 | 1 | 4  | 4  | 0    |  | Al Jahra                   | 1-0 |     | 2-2 |
| 3    | Fanja Club       | 2   | 4 | 0 | 2 | 2 | 3  | 9  | -6   |  | Fanja Club                 | 0-3 | 1-1 |     |

#### Groupe B
| Rang | Équipe                     | Pts | J | G | N | P | Bp | Bc | Diff |  | Résultats (▼ dom., ► ext.) |     |     |     |
| ---- | -------------------------- | --- | - | - | - | - | -- | -- | ---- |  | -------------------------- | --- | --- | --- |
| 1    | Al Arabi Koweït            | 9   | 4 | 3 | 0 | 1 | 11 | 4  | +7   |  | Al Arabi Koweït            |     | 5-1 | 3-0 |
| 2    | Al Wahda Club              | 6   | 4 | 2 | 0 | 2 | 6  | 8  | -2   |  | Al Wahda Club              | 1-2 |     | 2-1 |
| 3    | Al Kharitiyath Sports Club | 3   | 4 | 1 | 0 | 3 | 3  | 8  | -5   |  | Al Kharitiyath Sports Club | 2-1 | 0-2 |     |

#### Groupe C
| Rang | Équipe              | Pts | J | G | N | P | Bp | Bc | Diff |  | Résultats (▼ dom., ► ext.) |     |     |     |
| ---- | ------------------- | --- | - | - | - | - | -- | -- | ---- |  | -------------------------- | --- | --- | --- |
| 1    | Al-Khor Sports Club | 9   | 4 | 3 | 0 | 1 | 6  | 3  | +3   |  | Al-Khor Sports Club        |     | 2-1 | 2-0 |
| 2    | Al Nasr Koweït      | 4   | 4 | 1 | 1 | 2 | 6  | 6  | 0    |  | Al Nasr Koweït             | 0-1 |     | 2-2 |
| 3    | Busaiteen Club      | 4   | 4 | 1 | 1 | 2 | 5  | 8  | -3   |  | Busaiteen Club             | 2-1 | 1-3 |     |

#### Groupe D
| Rang | Équipe        | Pts | J | G | N | P | Bp | Bc | Diff |  | Résultats (▼ dom., ► ext.) |     |     |     |
| ---- | ------------- | --- | - | - | - | - | -- | -- | ---- |  | -------------------------- | --- | --- | --- |
| 1    | Al Wasl Dubaï | 12  | 4 | 4 | 0 | 0 | 11 | 4  | +7   |  | Al Wasl Dubaï              |     | 3-1 | 4-3 |
| 2    | Riffa Club    | 4   | 4 | 1 | 1 | 2 | 6  | 8  | -2   |  | Riffa Club                 | 0-2 |     | 3-1 |
| 3    | Al Nahda Club | 1   | 4 | 0 | 1 | 3 | 6  | 11 | -5   |  | Al Nahda Club              | 0-2 | 2-2 |     |

### Phase finale

#### Quarts de finale
| Équipe 1            | Résultat      | Équipe 2       |
| ------------------- | ------------- | -------------- |
| Al-Khor Sports Club | 1 - 0         | Al Jahra       |
| Al Wasl Dubaï       | 1 - 1 5-3 tab | Al Wahda Club  |
| Al Muharraq Club    | 1 - 0         | Al Nasr Koweït |
| Al Arabi Koweït     | 2 - 1         | Riffa Club     |

#### Demi-finales
| Équipe 1        | Résultat | Équipe 2            | Aller | Retour |
| --------------- | -------- | ------------------- | ----- | ------ |
| Al Wasl Dubaï   | 4 - 2    | Al-Khor Sports Club | 3 - 0 | 1 - 2  |
| Al Arabi Koweït | 2 - 3    | Al Muharraq Club    | 2 - 1 | 0 - 2  |

#### Finale
| 5 juin 2012 | Al Muharraq Club      | 1 - 3 | Al Wasl Dubaï                                                 | Al Muharraq Stadium |  |
|             | Hussain Ali Ahmed 49e |       | Ali Al-Bloushi 54e · Rashid Esa 73e · Juan Manuel Olivera 85e |                     |  |

| 10 juin 2012 | Al Wasl Dubaï   | 1 - 3 | Al Muharraq Club                                                | Zabeel Stadium |  |
|              | Yaser Salem 45e |       | Jamal Braro 10e · Ismaeel Abdullatif 50e · Saleh Abdulhamid 65e |                |  |
|              | Tirs au but 4-5 |       |                                                                 |                |  |